# Smectit
Nhóm smectit bao gồm montmorillonit (MMT), cùng với các loại khoáng khác như bentonit, nontronit, hectorit (giàu Li), saponit (giàu Mg) và sauconit (giàu Zn)... là những loại khoáng quan trọng trong công nghiệp. 
Khoáng smectit thường được gọi theo tên thương mại là bentonit, đây là tên một loại đá chứa chủ yếu loại khoáng này,tuy nhiên trong khoáng này thành phần chính là montmorillonit. 
Nhóm smectit cũng có tên gọi khác là nhóm montmorilonit. 
Smectit thuộc loại hình 2:1, đơn vị một phiến lớp sắp xếp theo trật tự s-g-s, bao gồm hai lớp tứ diện silica (s) hướng đỉnh vào nhau và một lớp bát diện gipxit AlO6 (g) ở giữa 2 lớp silica liên kết với nhau. Đôi khi lớp bát diện gipxit có thể được thay thế bằng một lớp bát diện tương tự khác như magnesi hydroxide (bruxit), theo trật tự s-b-s. Các tấm này có chung các nguyên tử oxy ở đỉnh. Độ dày của mỗi lớp clay khoảng 9,6Å. Khoảng cách cơ bản d khoảng 1 đến 2 nm. Độ dày mỗi lớp khoảng 1 nm hoặc nhỏ hơn, diện tích bề mặt riêng lớn (700 – 800 cm2/g). Khác với ilit, sự thay thế đồng hình trong khoáng thuộc nhóm smectit còn xảy ra ở bát diện gipxit, cation Mg2+ có thể thay thế cho ion Al3+ ở tâm của bát diện gipxit làm cho lớp vi phiến bát diện ở giữa tích điện âm vĩnh cửu đẩy khoảng cách giữa các lớp rộng hơn (so với illit), các cation như Mg2+, Ca2+ có kích thước thích hợp có thể bị hấp thụ vào giữa các lớp. Các lớp clay liên kết với nhau bằng lực liên kết Van der Val là liên kết yếu, do đó nước và các phân tử khác có thể đi vào giữa các lớp gây ra sự trương nở. Khoảng cách cơ bản d cũng có thể thay đổi theo độ ẩm và lượng chất đã đi vào giữa các lớp. Vì thế nhóm smectit còn được gọi là nhóm clay có cấu trúc 2:1 có thể trương nở mạnh.